# Monumenta Estoniae Antiquae
Die Monumenta Estoniae Antiquae sind eine Sammlung estnischer Volkslieder, Volkssagen, Sprichwörter und Rätsel. Sie umfasst mehr als 800.000 Seiten Manuskripte, davon 100.000 im Versmaß des trochäischen Dimeters. Der Text-Körper ist einer der größten und bedeutendsten seiner Art weltweit.

## Geschichte
Das Interesse an der estnischen Folklore erwachte zu Beginn des 19. Jahrhunderts. Die Gelehrte Estnische Gesellschaft (estnisch: Õpetatud Eesti Selts) wurde 1839 als zentrale Organisation für deren Sammlung und Erforschung eingerichtet. Sie war es, die die Zusammenstellung des estnischen Nationalepos Kalevipoeg, die von Friedrich Robert Faehlmann begonnen und von Friedrich Reinhold Kreutzwald vollendet wurde, koordinierte.
1843 brachte Kreutzwald erstmals die Idee einer systematischen Sammlung estnischer Folklore auf den Weg. Alexander Neus (1795–1876) veröffentlichte 1852, unterstützt durch den 1842 gegründeten Estnischen Literatenverein (Eesti Kirjameeste Selts), eine dreibändige Anthologie mit 1300 Liedern, die als erste wissenschaftliche Veröffentlichung zu diesem Thema gilt.
Bald nachdem Jakob Hurt 1872 Präsident des Literatenvereins geworden war, wurde ein Projekt ins Leben gerufen, das sich die systematische Sammlung in allen Landesteilen zum Ziel setzte. Sowohl das Sammeln wie auch die Herausgabe wurden von Jakob Hurt koordiniert, der über Anschläge, Aufrufe in Zeitungen und Broschüren, sowie durch persönliche Anschreiben 1400 freiwillige „Sammler“ in allen Landesteilen mobilisieren konnte. 
Hurt beabsichtigte die Veröffentlichung einer sechsbändigen Reihe unter dem Namen „Monumenta Estoniae Antiquae“.

## Vana Kannel
Zwischen 1875 und 1886 erschienen zwei Bände von Volksliedern unter dem Reihentitel Vana Kannel ("Die alte Kannel"). Jeder Band umfasste das gesamte in einem einzelnen Kirchspiel (kihelkond) gesammelte Material und gab damit die Untergliederung des Projekts nach geographischen Gesichtspunkten und Dialekten statt nach Themen vor. Vana Kannel I enthielt die Lieder aus Põlva in Südwest-Estland, Band II jene aus dem mittelestnischen Kolga-Jaani. Hurt war daran, den dritten Band mit Material aus Viljandi zusammenzustellen, als Schwierigkeiten bei der Bewältigung des anschwellenden Materialzuflusses auftraten. Die Arbeiten wurden unterbrochen.
1904 and 1907 gab Hurt unterstützt von der Finnischen Literaturgesellschaft (finnisch: Suomalaisen Kirjallisuuden Seura) die dreibändige Reihe Setukeste laulud mit Lieder aus Setumaa heraus. 1907 starb er. 
Während der 1930er Jahre unternahm das Estnische Folklorearchiv einen neuen Anlauf. 1938 und 1941 erschienen Band III und IV der Vana Kannel mit den Liedern aus Kuusalu und Karksi, herausgegeben von Herbert Tampere (1909–1975). Ein fünfter Band mit Liedern aus Muhu war in Vorbereitung, als die Arbeiten wegen des Zweiten Weltkriegs zum Erliegen kamen. Von den insgesamt 112 Kirchspielen waren zu diesem Zeitpunkt gerade mal vier Kirchspiele und Setumaa abgearbeitet.
Während der sowjetischen Herrschaft wurde das Projekt Mitte der 1950er Jahre wiederbelebt. Man plante die Ergänzung von vierzig Bänden. Mit Haljala auf Saaremaa sollte 1960 begonnen werden, dann sollte jedes Jahr durch das Estnische Literaturmuseum und die Universität Tartu ein Band herausgegeben werden. Es dauerte jedoch bis 1985, bis es zur Veröffentlichung von Vana Kannel V (Mustjala) kam; Vana Kannel VI (Haljala) folgte 1989. Seit der Wiedererlangung der staatlichen Selbständigkeit Estlands erschienen die Bände VII (1997, Kihnu) und VIII (1999, Jõhvi und Iisaku).

## Weitere Teile
Neben Vana Kannel gibt es weitere Unterreihen:
- 2. Eesti muistendid verzeichnet estnische Volkssagen. Zwischen 1959 und 1970 erschienen drei Bände mit Recken- und Heldensagen, 1997 eine Pestüberlieferung (Eesti katkupärimus).
- 3. Eesti vanasõnad = Proverbia Estonica . Zwischen 1980 und 1988 erschienen in drei Bänden und zwei Registerbänden 15.140 Sprichwörter.
- 4. Eesti mõistatused = Aenigmata Estonica. 2001 und 2002 erschienen 2 Bände mit 2800 Rätseln und Scherzfragen. Diese wurden vom Institut für Estnische Sprache (Eesti Keele Instituut) mitherausgegeben.